# Arnold Sommerfeld
Pour les articles homonymes, voir Sommerfeld.
Arnold Johannes Wilhelm Sommerfeld (5 décembre 1868 à Königsberg, Royaume de Prusse – 26 avril 1951 à Munich, Allemagne) est un physicien théoricien allemand.

## Biographie
Il étudia les mathématiques et les sciences naturelles à l'université de Königsberg où il reçut son doctorat en 1891 et fut membre de la Burschenschaft Germania Königsberg (de) en 1887. Il occupa successivement les chaires de mathématiques à l'École des Mines de Clausthal (1897), de mathématiques appliquées à Aix-la-Chapelle (1900) et de physique théorique à Munich (1906-1931).
En 1897, il commença, avec Felix Klein, un traité en quatre volumes sur le gyroscope, qu'il mit treize ans à terminer et, à la même époque, fit également des recherches dans d'autres domaines de physique appliquée et d'ingénierie, comme le frottement, la lubrification et les ondes radio. Il joua un rôle important lors des premiers développements de la théorie quantique. Il prolongea la théorie atomique proposée par Niels Bohr afin de décrire de façon quantitative la structure fine des lignes spectrales de l'hydrogène, et appliqua la mécanique ondulatoire et les statistiques de Fermi pour étudier le comportement des électrons dans les métaux. Son livre intitulé Structure atomique et lignes spectrales (1919) devint par la suite un des classiques de ce domaine. Parmi ses élèves, figurèrent Peter Debye, Wolfgang Pauli, Werner Heisenberg et Walter Rogowski.
Promu professeur émérite en 1935, il poursuivit son enseignement jusqu'en 1940. Il agit ainsi pour faciliter la succession à la chaire de physique théorique, que Sommerfeld aurait voulu voir attribuer à Werner Heisenberg ; sur ce point, il fut en butte aux représentants de la « physique allemande », un groupe de militants nazis dont le candidat était Wilhelm Müller, et que Sommerfeld trouvait minable. À la chute du Troisième Reich, il repartit à la recherche d'un physicien digne de reprendre la tradition de son école de mécanique rationnelle : il se tourna successivement vers Werner Heisenberg, Karl Bechert, Hans Bethe puis Carl Friedrich von Weizsäcker, qui tous refusèrent.
Il mourut en 1951 des suites d'un accident de circulation.

## Influence de Sommerfeld en physique

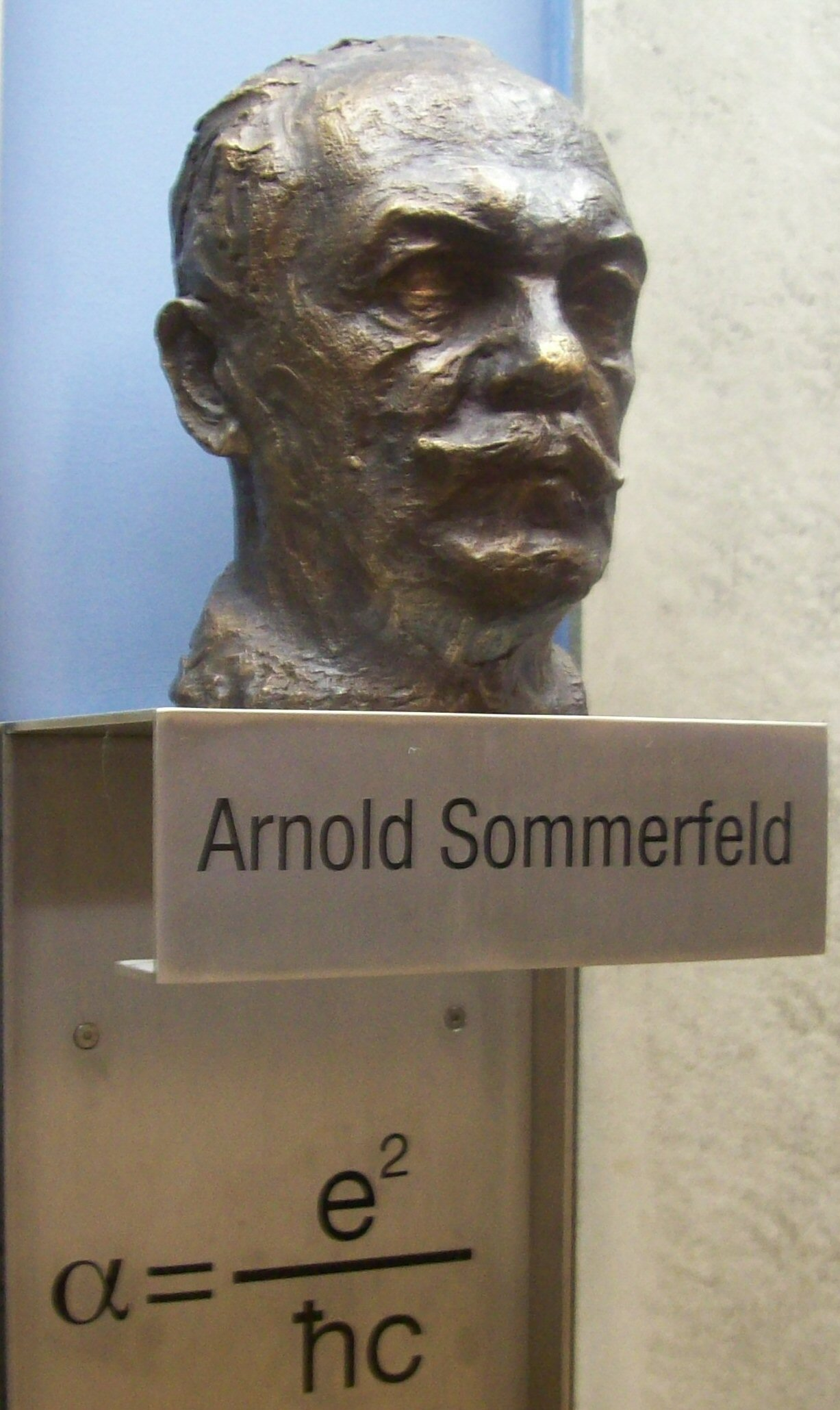
Buste de Sommerfeld à l'Université Louis-et-Maximilien de Munich, au n°37 de la Theresienstrasse.

Sommerfeld, avec Max Planck, Albert Einstein et Niels Bohr, compte au nombre des chercheurs qui, au début du XXe siècle, ont jeté les bases de la physique théorique moderne : la physique quantique et la théorie de la relativité. S'il a fait œuvre de chercheur aussi bien que de professeur, sa contribution à la physique tient moins à la formulation de théories nouvelles qu'à l'utilisation de techniques mathématiques de pointe pour résoudre des difficultés techniques de ces théories. Un de ses principaux apports à la physique quantique encore balbutiante aura été la généralisation du modèle de Bohr de l'atome, qui permit de rendre compte de la structure fine des raie spectrales de l'hydrogène (modèle dit de « Bohr-Sommerfeld »). Il a introduit la constante de structure fine α et proposé une théorie des rayons X ; il a raffiné par la physique quantique le modèle de Drude des électrons dans les métaux (modèle de l'électron libre) et a développé en collaboration avec Felix Klein une théorie complète du gyroscope. Sommerfeld aura aussi été l'un des premiers physiciens à accepter et à appliquer la relativité restreinte d'Albert Einstein, ce qui a contribué à la réception de cette formulation nouvelle de l'électromagnétisme. En outre, Sommerfeld s'est intéressé à la lubrification hydrodynamique et a laissé son nom à un nombre sans dimension, le nombre de Sommerfeld, qui mesure l'efficacité des paliers hydrodynamiques.

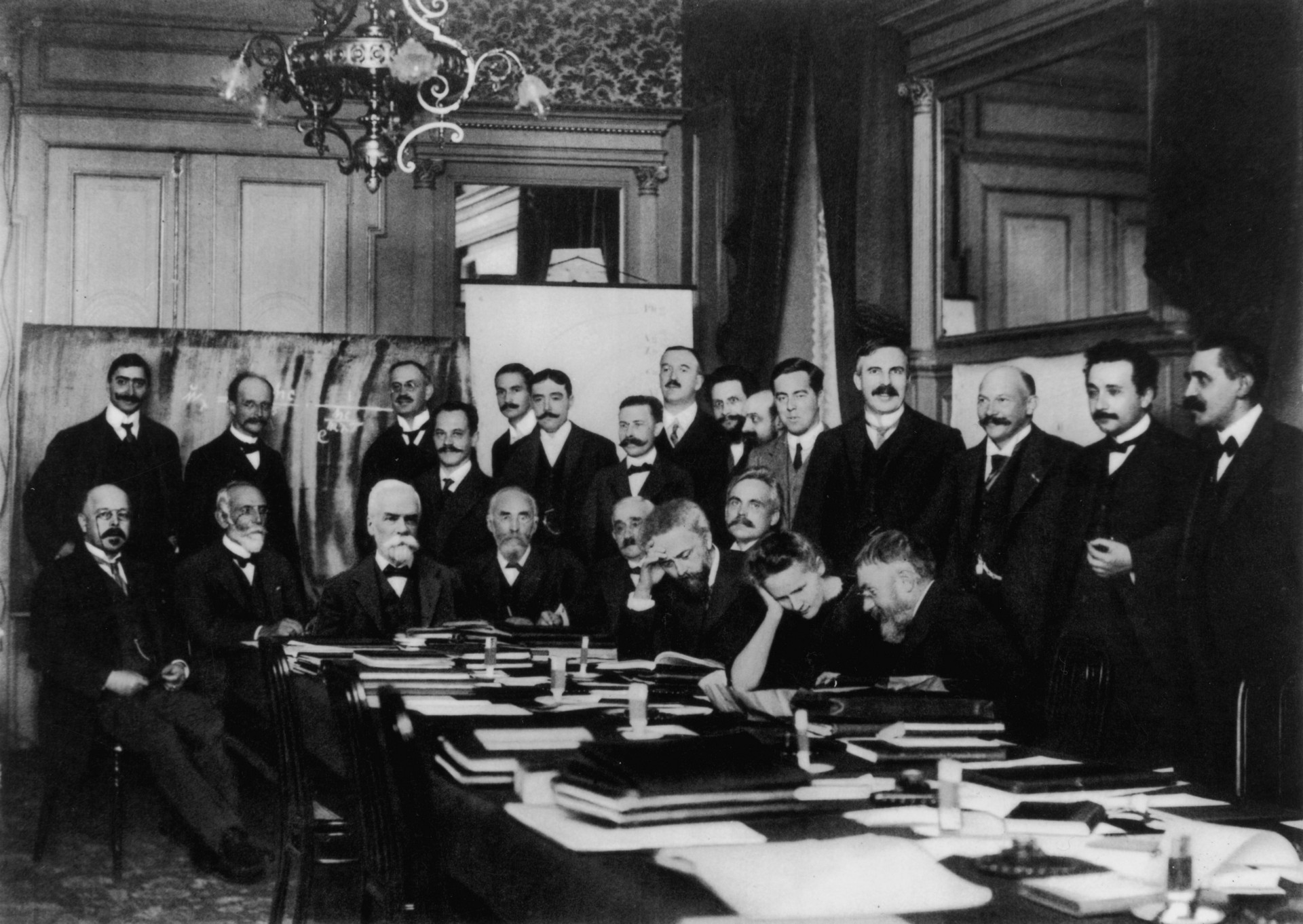
Participants au premier congrès Solvay (1911).

La candidature de Sommerfeld aurait été présentée 81 fois au total pour le prix Nobel, cas unique pour la physique. Il a aussi compté de nombreux futurs Nobel parmi ses collaborateurs et étudiants.
Ce qu'on appelle parfois en physique théorique « l’École Sommerfeld » a fortement imprégné la physique (en particulier la théorie des quanta et ses conséquences), aussi bien par la qualité de sa production scientifique que par le nombre de chaires d'enseignement où elle s'est fait connaître, en Allemagne comme aux États-Unis. Deux des pionniers de la physique quantique, Werner Heisenberg et Wolfgang Pauli, ont eu Sommerfeld comme directeur de thèse. Parmi les autres étudiants célèbres, on peut citer les noms de Peter Debye, Hans Bethe, Paul Sophus Epstein, Walter Heitler, Paul Peter Ewald, Karl Bechert, Alfred Landé, Wilhelm Lenz, Albrecht Unsöld, Gregor Wentzel, Helmut Hönl et Fritz Bopp, ainsi que deux post-doctorants étrangers : Isidor Isaac Rabi et Linus Pauling.
Sommerfeld a aussi exercé une grande influence par ses livres didactiques. Son traité « Structure de l'atome et raies spectrales » (Atombau und Spektrallinien, 1919) a connu de nombreuses rééditions, qui reflètent l’expansion rapide de la physique atomique à l'époque. Ce fut longtemps l'ouvrage de référence pour les étudiants et les physiciens expérimentateurs qui devaient se former à l'approche quantique.
Sommerfeld a été membre de l’Académie bavaroise des sciences (1908), membre correspondant de l’Académie royale des sciences de Prusse (1920) et Fellow de la Royal Society de Londres (1926). Il a été membre correspondant (1925) puis membre d’honneur de l’Académie des sciences de Russie (1929). L’Académie royale des sciences de Prusse lui a décerné la Médaille Helmholtz en 1917 et la Deutsche Physikalische Gesellschaft, la Médaille Max-Planck en 1931. En 1949, il a reçu la Médaille Oersted de l’American Association of Physics Teachers.

## Sa personnalité

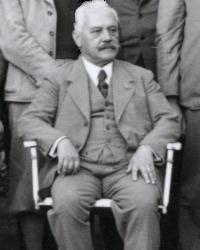
En congrès de physique à Stuttgart (1935).

La personnalité de Sommerfeld a été diversement appréciée. Heisenberg a dit (respectueusement) de lui :

« C'était un conseiller scientifique à l'ancienne, intransigeant sur la morale, la soumission politique, le comportement etc. Pauli disait volontiers de lui : « Il ressemble à un colonel de hussards ». Il en avait les moustaches, la personnalité et les traits décidés. »

— Werner Heisenberg, Interview du 9 mars 1963
L’anecdote suivante, rapportée par Edward Teller, a été colportée avec de multiples variantes : le jeune Américain (et futur prix Nobel) J. A. van Vleck a fréquenté l'Institut de Physique de Munich. Un jour qu'il était à la bibliothèque, van Vleck vit Sommerfeld traverser la pièce, sur quoi van Vleck se leva de son siège et le salua poliment d'un bonjour Herr Sommerfeld !, mais Sommerfeld ne lui rendit qu'un haussement d'épaule. La scène se répéta le lendemain matin : van Vleck bondit de sa chaise et s'écria : Bonjour Herr Professor !, ce qui fit sourire Sommerfeld, sans plus. Le surlendemain, les deux hommes se retrouvent à nouveau et van Vleck accueille Sommerfeld par un Bonjour Herr Doktor ! Sommerfeld lui répond cette fois d'un Bonjour ! Enfin le quatrième jour, alors que Sommerfeld traversait à nouveau la bibliothèque, Van Vleck s'écria : Bonjour, Herr Geheimrat ! (« Bonjour, M. le Conseiller »). Cette fois Sommerfeld marqua son étonnement envers l'étudiant et le félicita : Votre allemand s'améliore décidément de jour en jour !

## Sélection d'Œuvres
- Structure atomique et lignes spectrales, 1919
- La Constitution de l'atome et les raies spectrales, trad., H. Bellenot, Blanchard, 1923, 384 p.
- Calcul vectoriel à quatre dimensions, traduction française de Paul Langevin, 1910.